# Musée des Confluences

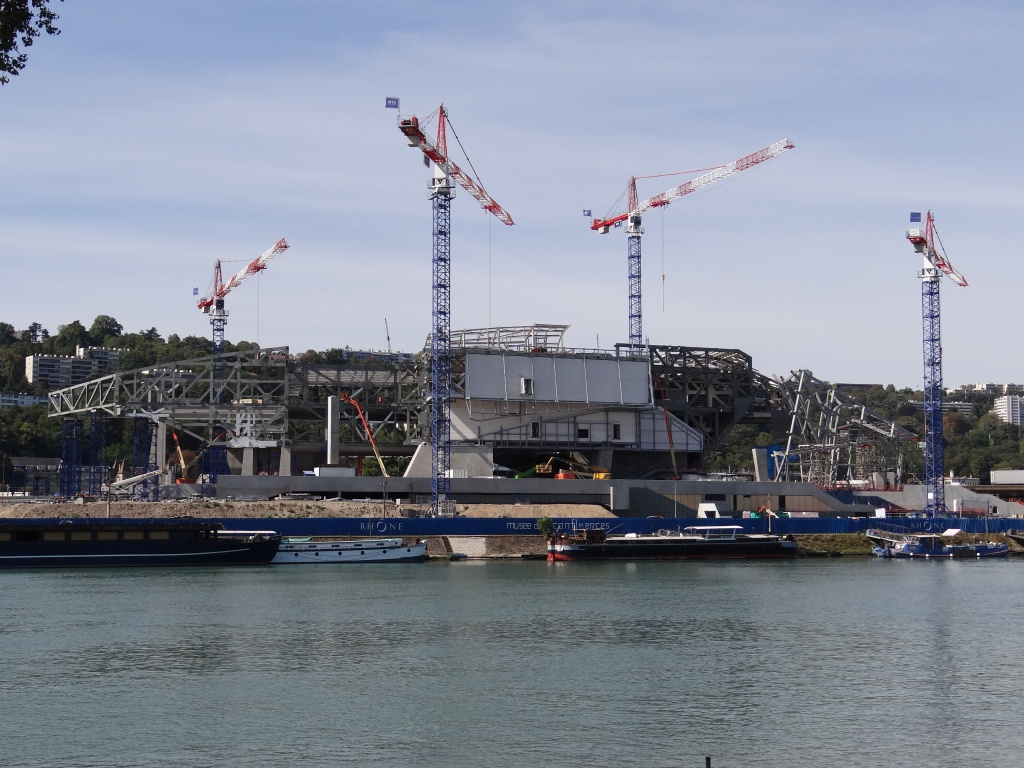
Die Baustelle im Oktober 2012

Das Musée des Confluences ist ein Museum in Lyon, das „globales Wissen mit Schwerpunkt Naturwissenschaften“ vermitteln will. Der Neubau wurde am 21. Dezember 2014 eröffnet.

## Architektur

### Standort
Sein Name leitet sich von der Lage ab, nämlich am Zusammenfluss der Flüsse Rhone und Saône, dicht an der Lyoner Stadtautobahn, der Autoroute A7. Es ist über die gleichnamige Haltestelle der Linie 1 der Straßenbahn Lyon erschlossen.

### Baugeschichte
Das Gebäude wurde von der Wiener Architektengruppe Coop Himmelb(l)au entworfen, die sich in einem Architektenwettbewerb im Februar 2001 gegen starke Konkurrenz, unter anderem Steven Holl, durchgesetzt hatte. Die Planungs- und Bauzeit betrug 14 Jahre und dauerte damit ein Jahrzehnt länger als geplant.
Die ursprünglich auf 60 Millionen Euro veranschlagten Kosten wurden mit annähernd 300 Millionen Euro um ein Vielfaches überschritten.
Die Gründe hierfür liegen nicht auf Seiten der Architekten, sondern bei den Bauherren: Im Vorfeld gab es kaum Kostenkalkulationen, die Kosten für die Baugrunduntersuchung waren in der anfänglichen Kalkulation ebenso wenig enthalten wie Sonderwünsche und die Anforderungen der Versicherungsgesellschaften an die Sicherheit des Gebäudes. Erhebliche Kostenfaktoren waren unter anderem die aufwändige Montage von 17.000 ungleich großen INOX-Platten und der Aufwand für die Stabilisierung des Geländes.

### Gebäude
Das Gebäude misst 190 Meter in der Länge, 90 Meter in der Breite und gut 40 Meter in der Höhe. Im wuchtigen Betonsockel befinden sich Nebenräume und Auditorien, das gläserne Foyer darüber ist die Eintrittshalle für die Besucher. Daran schließen sich drei Stockwerke mit fensterlosen Ausstellungsräumen an, in denen Platz für drei Dauerausstellungen und sechs Wechselausstellungen ist, und Ateliers dazu.

## Ausstellungen
Das Museum soll die neuesten Entwicklungen im Bereich Wissenschaft darstellen und möchte mit seinen Kollektionen die Entwicklung, Träume und Grundfragen der menschlichen Gesellschaften in Zeit und Raum beschreiben und verständlich machen. Es widmet sich besonders der Anthropologie und der Ethnologie.
Ein Auto, ein Berliet C2 von 1908, ist ausgestellt.

## Leitung
Direktorin ist Hélène Lafont-Couturier, die bereits die Cité nationale de l’histoire de l’immigration in Paris und das Musée d’Aquitaine in Bordeaux leitete. Wissenschaftlicher Direktor ist Bruno Jacomy.